# At-Tadamun
At-Tadamun (arab. التضامن; fr. Ettadhamen) – miasto w Tunezji, w aglomeracji Tunisu (gubernatorstwo Arjana). W 2014 roku liczyło około 143 tysiące mieszkańców (4. miejsce w kraju).